# Ropin' the Wind
Ropin' the Wind, Garth Brooks tredje skiva som tog plats i historieböckerna genom att bli den första countryskivan i historien som debuterade på första platsen både på Billboard Top 200 och på Billboards countrylista. Plattan har idag sålt i över 14 000 000 exemplar i USA.
Skivan släpptes den 10 september 1991, och producerades av Allen Reyolds.

## Låtlista

### Originalskivan 1991
1. Against The Grain
2. Rodeo
3. What She's Doing Now
4. Burning Bridges
5. Papa Loved Mama
6. Shameless
7. Cold Shoulder
8. We Bury the Hatchet
9. In Lonesome Dove
10. The River

### Europeiska versionen 1991
1. Against The Grain
2. Rodeo
3. What She's Doing Now
4. Burning Bridges
5. Papa Loved Mama
6. Shameless
7. Cold Shoulder
8. We Bury the Hatchet
9. In Lonesome Dove
10. The River
11. Alabama Clay*
12. Everytime That It Rains*
13. Nobody Gets Off In The Town*
14. Cowboy Bill*

* Från Garth Brooks 1989, som vid denna tidpunkt inte släppts i Europa.

### Nyutgåva 1998/2006
1. Against The Grain
2. Rodeo
3. What She's Doing Now
4. Burning Bridges
5. Which One Of Them
6. Papa Loved Mama
7. Shameless
8. Cold Shoulder
9. We Bury the Hatchet
10. In Lonesome Dove
11. The River

*Bonusspår